# Jiří Kejval
Jiří Kejval (* 30. listopadu 1967 Praha) je český sportovní funkcionář, podnikatel a od roku 2012 předseda Českého olympijského výboru (ČOV). Během aktivní sportovní kariéry reprezentoval ve veslování a osmnáct let stál v čele Českého veslařského svazu.

## Život
Vystudoval stavební fakultu na Českém vysokém učení technickém v Praze. Je ženatý a má tři děti.

### Sportovní kariéra
Jiří Kejval je mnohonásobným mistrem republiky ve veslování a někdejším dlouholetým československým a českým reprezentantem. V letech 1992 a 1993 vyhrál Jarní skulérský závod Rösslera-Ořovského, který je součástí pražských Primátorek. V roce 1991 se na mistrovství světa umístil na 10. pozici. V roce 1992 se měl zúčastnit olympijských her v Barceloně, kvůli nemoci partnera ve dvoučlenné posádce však na olympiádě nestartoval. Sportovní kariéru ukončil v roce 1994. Dodnes však pravidelně vesluje, běhá a výzvou jsou pro něj závody v běhu na lyžích.

### Veřejné funkce
V letech 1996–2014 zastával Jiří Kejval pozici předsedy Českého veslařského svazu. V roce 2006 se stal členem Výkonného výboru Českého olympijského výboru. V letech 2009 až 2012 byl místopředsedou ČOV pro ekonomiku a marketing. V roce 2012 se stal nástupcem Milana Jiráska v pozici předsedy ČOV. Plénum ČOV ho znovu zvolilo také na další dvě volební období, mandát má do roku 2025.
Je autorem myšlenky Olympijských festivalů (dříve parků), které od roku 2014 při olympijských hrách zpřístupňují a propagují sport mezi širokou veřejností a dětmi. Projekt převzal Mezinárodní olympijský výbor (MOV) a postupně ho šíří do dalších zemí.
V únoru 2018 na zasedání MOV při zimních olympijských hrách v jihokorejském Pchjongčchangu byl Jiří Kejval zvolen individuálním členem Mezinárodního olympijského výboru.
Dále je předsedou marketingové komise MOV a předsedou představenstva společnosti IOC Television and Marketing Services, je členem lékařské komise Asociace národních olympijských výborů. V roce 2017 byl jmenován členem Výkonného výboru Světové antidopingové agentury WADA. Všechny sportovní funkce vykonává Kejval bezplatně. Stejný dobrovolnický princip prosadil u všech volených členů vedení ČOV.

### Podnikatelská činnost
Jiří Kejval vnímá své působení ve sportu jako součást společenské zodpovědnosti. Dovolit si to může díky úspěšné podnikatelské dráze, na kterou se vydal již v roce 1991. Se svým společníkem Martinem Kulíkem tehdy založil firmu TECHO a.s., jež se z malého výrobce interiérového osvětlení stala během pěti let lídrem mezi výrobci kancelářského nábytku na českém trhu.
V roce 2008 prodal firmu tradiční a oceňované nizozemské společnosti Royal Ahrend, kde se v roce 2012 stal členem tříčlenného představenstva. Ve vedení této nadnárodní společnosti setrval až do konce roku 2021, kdy odešel jak z funkce člena představenstva Royal Ahrend, tak z pozice ředitele firmy Ahrend a.s. (dřívější TECHO a.s.).
V současné době se zabývá zejména výstavbou resortů na východním pobřeží Kanady.

## Vztah k umění a vzdělání
Jiří Kejval spoluzaložil v roce 1998 obecně prospěšnou společnost Prostor – architektura, interiér, design, jejímž záměrem je propagace české architektury, interiérové tvorby a designu. Dlouhodobě podporuje také Centrum současného umění DOX. Propojení sportu a kultury v duchu olympijských hodnot a ideálů prosazuje také v činnosti ČOV. Angažoval se také v nadaci American Fund for Czech and Slovak Leadership Studies, která podporuje talentované české a slovenské studenty.
V roce 2012 inicioval založení České olympijské nadace. Ta pomáhá sportovat dětem, kterým by v tom bránila složitá finanční situace rodiny. Dlouhodobě se zasazuje o zlepšení situace v oblasti společenské odpovědnosti velkých firem vůči sportu.
Zapojil se do filantropické kampaně OPUS 1985 na podporu České filharmonie. Vedle sportu je velkým fanouškem vážné hudby, výtvarného umění, architektury a literatury.